# طوم غارفين
طوم غارفين (بالإنجليزية: Tom Garvin)‏ هو مؤرخ أيرلندي، ولد في 1943.